# Baptiste Delaporte
Baptiste Delaporte (Francia, 27 de marzo de 1997) es un jugador profesional francés de rugby que se desempeña en la posición de ala cerrado en Castres Olympique, equipo perteneciente a la liga Top 14.

## Carrera
Delaporte es un jugador de formación francesa (JIFF). Comenzó su carrera deportiva con el equipo Olympique Labruguière XV, en el cual jugó seis temporadas (2004-2010), después pasó a Sor Agout XV (2010-2011), luego a Castres Olympique, donde lleva jugando trece temporadas.